# Черниговское сельское поселение (Омская область)
Черниговское се́льское поселе́ние — муниципальное образование в Кормиловском районе Омской области Российской Федерации.
Административный центр — село Черниговка.

## История
Статус и границы сельского поселения установлены Законом Омской области от 30 июля 2004 года № 548-ОЗ «О границах и статусе муниципальных образований Омской области».

## Население
| 2010  | 2011  | 2012  | 2013  | 2014  | 2015  | 2016  |
| ----- | ----- | ----- | ----- | ----- | ----- | ----- |
| 1685  | ↗1686 | ↗1763 | ↗1838 | ↗1878 | ↗1893 | ↘1890 |
| 2017  | 2018  | 2019  | 2020  | 2021  | 2023  |       |
| ↘1864 | ↘1851 | ↘1821 | ↘1815 | ↘1803 | ↘1781 |       |

## Состав сельского поселения
| № | Населённый пункт | Тип населённого пункта       | Население |
| - | ---------------- | ---------------------------- | --------- |
| 1 | Аксаковка        | деревня                      | 161       |
| 2 | Немировка        | деревня                      | 620       |
| 3 | Станкеевка       | деревня                      | 244       |
| 4 | Черниговка       | село, административный центр | 660       |

На территории современного Черниговского сельского поселения стояла деревня Латышское.